# Madeleine Mantock

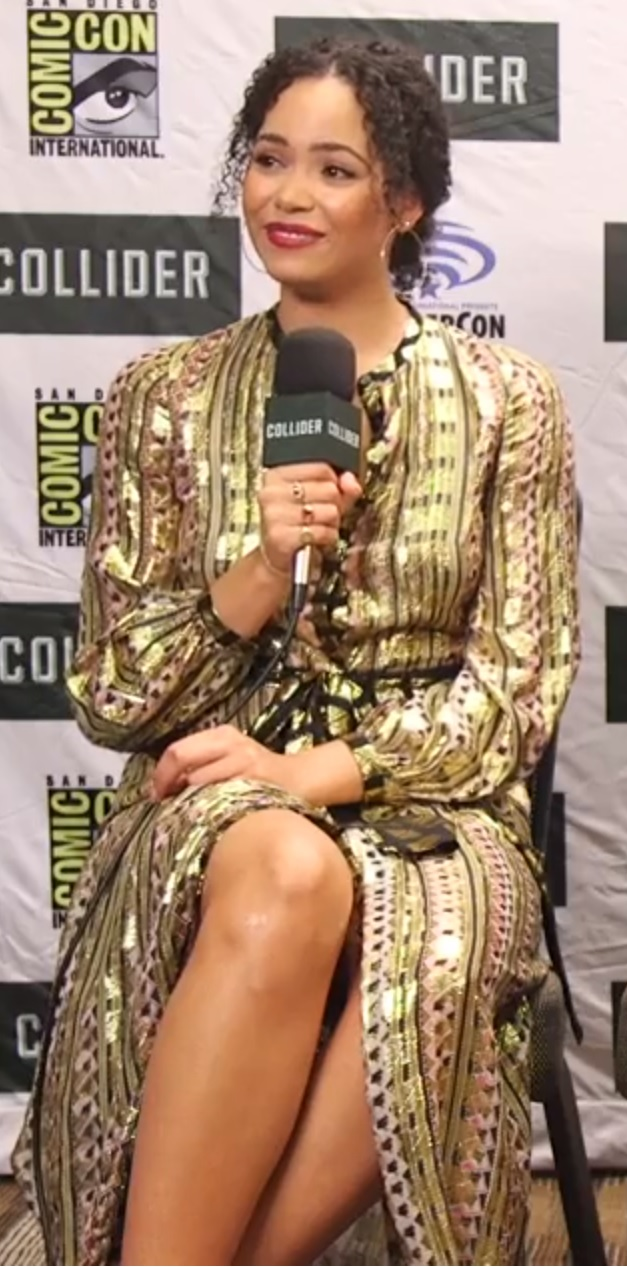
Madeleine Mantock (2018)

Madeleine Mantock (* 26. Mai 1990 in Nottingham, England) ist eine britische Schauspielerin.

## Leben
Mantock ist afro-karibischer und kaukasischer Abstammung. Sie hat die Arts Educational Schools, London besucht, wo sie ihren Bachelor of Arts im Fach Musical erworben hat.
Mantock tritt überwiegend als Seriendarstellerin in Erscheinung und hatte bereits Hauptrollen in Serien wie Casualty, The Tomorrow People und Into the Badlands. 2014 war sie zudem in dem Military-Science-Fiction-Film Edge of Tomorrow in einer kleinen Nebenrolle zu sehen. Von 2018 bis 2021 spielte sie die Hauptrolle der Macy Vaughn in der Fernsehserie Charmed, einem Reboot der gleichnamigen Serie aus 1998.

## Filmografie
- 2011–2012: Casualty (Fernsehserie, 36 Episoden)
- 2013: Lee Nelson’s Well Funny People (Fernsehserie, Episode 1x04)
- 2013–2014: The Tomorrow People (Fernsehserie, 22 Episoden)
- 2014: Edge of Tomorrow
- 2015–2017: Into the Badlands (Fernsehserie, 16 Episoden)
- 2016: The Truth Commissioner
- 2017: Breaking Brooklyn
- 2018: Age Before Beauty (Fernsehserie, 6 Episoden)
- 2018–2021: Charmed (Fernsehserie, 59 Folgen)
- 2018: The Long Song (Fernsehreihe, 3 Episoden)